# Cophura hurdi
Cophura hurdi là một loài ruồi trong họ Asilidae. Cophura hurdi được Hull miêu tả năm 1960. Loài này phân bố ở vùng Tân Bắc giới.